# Trip rock
Trip rock – gatunek muzyczny, używany dla określenia muzyki zespołów czerpiących inspiracje z trip hopu oraz różnych odmian muzyki rockowej, przede wszystkim post-rocka oraz rocka alternatywnego.

## Najważniejsze zespoły gatunku
- The Gathering
- Gorillaz
- Unkle
- DJ Shadow
- Nine Inch Nails
- Portishead
- Cut Chemist
- Archive